# جمعية دراسات حالات العجز
جمعية دراسات حالات العجز هي شبكة أكاديمية متعددة الجنسيات تضم مَن يجرون دراسات حول حالات العجز. ويُشار إليها عادةً بالاختصار SDS، وكان الأكاديميون والعلماء السياسيون يستخدمون هذا الاختصار ذاته في الإشارة إلى منظمة «طلاب من أجل مجتمع ديمقراطي» الموجودة في الولايات المتحدة. والهدف العام لهذه الجمعية هو دعم دراسات حالات العجز باعتبارها فرعًا معرفيًا أكاديميًا يتساوى مع الفلسفة، والعلوم الاجتماعية، وغيرها من المجالات المشابهة.
وتعقد الجمعية مؤتمرًا سنويًا، كما تنشر دورية ربع سنوية تخضع للمراجعة المهنية الدقيقة، واسمهاDisability Studies Quarterly (دراسات حالات العجز (ربع سنوية)). وتُنشَر هذه الدورية على الإنترنت فقط.
وتخصص الجمعية جائزتين «لتكريم الأفراد الذين أظهروا تفانيًا في عملهم على دراسات حالات العجز»، وهما: «جائزة الباحث الأول» و«جائزة إرفينج كينيث زولا للباحثين الناشئين في مجال دراسات حالات العجز».

## تعريف دراسات حالات العجز
في عام 1993، اعتمدت الجمعية تعريفًا رسميًا لـ «دراسات حالات العجز»، ألا وهو:
«... دراسة السياسات والممارسات التي تتبعها كافة المجتمعات لفهم المُحدِدات الاجتماعية - وليس المادية أو النفسية - لحالات العجز. وقد ظهر هذا النوع من الدراسات لتحرير حالات العجز من الخرافات، والأيدولوجيات، ووصمات العار التي ارتبطت بها وتؤثر على التفاعل الاجتماعي والسياسة الاجتماعية. وتتحدى الدراسات الفكرة القائلة بأن الحالة الاقتصادية والاجتماعية للأفراد ذوي الإعاقات، وما يؤدونه من أدوار، هي النتائج الحتمية لحالتهم الصحية.»

## وصلات خارجية
- http://www.disstudies.org (Official website)
- http://www.dsq-sds.org/ (Disability Studies Quarterly Journal website)